# Boris Gulko
Boris Francevič Gulko (Борис Францевич Гулько, * 9. února 1947 Erfurt) je americký šachista, pocházející z ruské židovské rodiny.
Narodil se v Německu, kde jeho otec sloužil v Sovětské armádě. Vystudoval psychologii na Lomonosovově univerzitě. Hrál šachy za klub Burevěstnik Moskva, v roce 1975 se stal mezinárodním mistrem a v roce 1976 velmistrem, v tomtéž roce vyhrál Capablankův memoriál v Cienfuegos. V roce 1978 odmítl podepsat dopis odsuzující emigraci Viktora Korčného a byl za trest vyřazen ze sovětské reprezentace. Pro své protirežimní postoje byl vyslýchán KGB, držel hladovku, aby mu byla povolena účast v soutěžích. Spolu se svou manželkou, šachovou velmistryní Annou Achšarumovovou pak podali žádost o vystěhování do Izraele, ale povolení dostali až v roce 1986. Pak se usadili v USA, které Gulko reprezentoval na devíti šachových olympiádách, v letech 1993–95 hrál turnaj kandidátů v šachu, v roce 2000 dosáhl svého nejvyššího hodnocení Elo 2644 bodů. V roce 2004 nebyl pro svůj židovský původ vpuštěn do Libye na šachový šampionát, který na protest proti tomu bojkotovali reprezentanti USA a Izraele. Vydal řadu knih o šachové teorii, zabývá se také historií judaismu. V roce 2011 byl uveden do Síně slávy světového šachu.
Je jediný, kdo se stal mistrem SSSR (1977, ex aequo s Josifem Dorfmanem) i USA (1994 a 1999). Má pozitivní bilanci s Garrim Kasparovem (tři výhry, jedna prohra a čtyři remízy).